# 1-溴十一烷
1-溴十一烷是一种有机化合物，化学式为C11H23Br。它可由1-十一醇和溴在三苯基膦的存在下于二氯甲烷中反应得到。1-十二烷酸和溴、氧化汞在四氯化碳中回流反应，也可得到1-溴十一烷。它和叠氮化钠在DMF中反应，可以得到正十一烷基叠氮化物。它和三苯基膦反应，得到季𬭸盐十一烷基三苯基溴化𬭸。